# Ліцей № 11 Івано-Франківської міської ради
Ліцей № 11 Івано-Франківської міської ради — загальноосвітній навчальний заклад III ступеня з поглибленим вивченням іноземних мов (англійська, французька, німецька та польська мови), розташований в Івано-Франківську, на вулиці Богдана Лепкого, 9. 

## Історія школи
10 вересня 1905 року німецьким пастором Теодором Цьоклером відкрито євангелістську школу (сьогодні старий корпус школи).
У 1930-х роках на прохання німецької громади в цьому ж приміщенні відкрито гімназію, директором якої став п. Рожек. Учні гімназії розробили символіку своєї школи. На прапорі, вишитому ученицями гімназії,— троянда Лютера — символ християнської благодійності. Серед випускників — пан Рудольф Мор, який очолив створений в Німеччині Комітет допомоги галицьким німцям.
Після 1939 року відкрито середню школу № 11. Директором став випускник Віденського університету п. І. Рибчин. Але з початком Другої світової війни школа припинила свою роботу.
В перші повоєнні роки в школі працювало фабрично-заводське училище № 5.
З 1 січня 1950 року згідно з рішенням Станіславського міськвиконкому організовано жіночу семирічну школу №11 з російською мовою навчання. Директором з 1952 по 1964рр. була Бондаренко Парасковія Василівна.
З 1 вересня 1953 року школа із семирічної була реорганізована в середню, а у 1956 році відбувся її перший повоєнний випуск. 45 учнів отримали атестат зрілості. Серед них 5 дівчат вперше в історії школи були нагороджені срібними медалями, а у 1959 році в школі з'явилася перша золота медалістка — Таїсія Нагайченко.
Із 1964 по 1986 роки директором школи була Герасимчук Ніна Андріївна. Завдяки її зусиллям у 1970 році був збудований новий корпус школи. У 1970-х роки в школі був обладнаний кабінет машинопису, де дівчата набували професію друкарки. Викладачем була Суховерхова М. О.
З 1986 до 1999 року директором працювала Поп'юк Марія Іванівна. У 1993 році школа була реорганізована у спеціалізовану загальноосвітню школу I—III ступенів із поглибленням іноземних мов.
Із 1999 до 2006 року школу очолював Верес Михайло Йосипович, який доклав чимало зусиль для оновлення навчального закладу. Завдяки його наполегливості у 2000 році було відкрито Музей історії школи, розроблений та затверджений проект добудови нових корпусів школи та актової зали. 10 вересня 2005 року школа урочисто відзначила 100-ліття свого заснування.
З 2006 року директором школи призначена Романишин Наталія Йосипівна, яка успішно розпочала добудову СШ №11 та реконструкцію навчальних приміщень. Вже у вересні 2008 року буде відкрито актову залу та розпочато будівництво ще одного корпусу школи.

## Профіль школи
Поглиблене вивчення англійської мови в 1—11-х класах з поділом на три групи, французької та німецької мов в 5-11-х класах з поділом на дві групи. Польська мова вивчається факультативно.

## Нагороди школи
У 2002, 2004 роках школа отримала золоті нагороди за зайняте I місце в Міжнародному конкурсі «Перші кроки до самоврядування» у польському місті Ополє, у 2008 році — срібну нагороду, в 2005, 2007, 2009 роках — бронзову.
Щорічно школа нагороджується за відмінні успіхи учнів з англійської мови в перекладацькій роботі для учасників Міжнародного фестивалю ковальського мистецтва.

## Міжнародні зв'язки
- Співпраця колективу вчителів англійської мови з організацією Американської Ради з міжнародної освіти: АСТЛ/ACCELS (American Councils).
- Участь учителів англійської мови та країнознавства США у програмі «Українсько-американські премії» за досягнення у викладанні (ТЕА).
- Участь учнів 9-10 класів школи у конкурсі за програмою «Програма обміну для майбутніх лідерів» (FLEX), який здійснюється бюро у справах освіти та культури державного департаменту США й адмініструється в Україні організацією American Council за підтримки Міністерства освіти і науки України.
- Участь педагогічного колективу школи у тренінгах та семінарах з питань використання сучасних освітніх методик, що проводяться випускниками програми Держдепартаменту США за підтримкою відділу преси, освіти та культури Посольства США в Україні.
- Участь учнів школи в міжнародному конкурсі творчих робіт за темою «Я і моє місто» в рамках міжнародного конкурсу «Перші кроки до самоврядування» в польському місті Ополє (щорічно учні отримують призові місця).
- Співпраця учнів та вчителів іноземних мов школи з представниками AIESEC.
- Співпраця з членами Товариства Галицьких німців. Вони побували в гостях у 1993, 1994, 1996, 1999 роках. На запрошення німецьких друзів в Німеччині побувало 60 учнів та 10 вчителів школи.

### Угоди про міжнародні зв'язки
- Угода з французькою школою в м. Сент Дізьє.
- Угода з польською школою № 5 в м. Ополє.
- Угода з навчально-виховним комплексом «Алуштинська школа-колегіум І—III ступенів» в Криму.

## Учнівський колектив школи
- Кількість класів — 30;
- Кількість учнів — 955.

## Педагогічний склад
Кількість учителів — 92, з них:
- спеціалісти — 14 осіб;
- II категорія — 7 осіб;
- І категорія — 15 осіб;
- Вища категорія — 56 осіб;
- Звання «старший учитель» — 23 особи;
- Звання «вчитель-методист» — 7 осіб.